# 黄色い本
『黄色い本 ジャック･チボーという名の友人』（きいろいほん ジャック・チボーというなのゆうじん）は、高野文子の漫画作品集。講談社アフタヌーンKCデラックスの1冊として2002年2月に刊行された。高野の単行本としては『棒がいっぽん』以来7年ぶりのものとなる。ISBN 4063344886。
高野はこの作品集で2003年、第7回手塚治虫文化賞マンガ大賞を受賞している。
2025年の重版の際、高野の指名により同じ『月刊アフタヌーン』で連載を持っていた漫画家の清家雪子が新規帯文を寄せている。

## 収録作品

### 黄色い本 ジャック・チボーという名の友人
- 講談社『月刊アフタヌーン』1999年10月号初出、72ページ

北部の田舎で暮らす女子高校生・田家実地子が、学校の図書館で借りたロジェ・マルタン・デュ・ガール『チボー家の人々』翻訳5巻本をゆっくりと読み進めていく様子を描いた作品。10-15ページ程度で分けられた5つの章からなるが、作中で大きな出来事は起こらず、実地子が田舎暮らしや学校生活の中で本を読み進めていく様が静かな調子で描かれる。読書中のシーンでは、実地子が読み進めているページの活字をコマいっぱいに描く表現がなされている（描き出しもそのようなコマから始まる）。そして実地子は自身の暮らしのなかで、本の中の登場人物であるジャック・チボーやその友人たちと言葉を交わす。会話の主題は革命である。実地子と彼らとの会話は、時に実地子の生活と地続きであるかのように描かれており、また実地子は革命の主題をしばしば自分自身の生活に当てはめて考え、自身の生活が革命からほど遠いことを思う。実地子が就職先を決め、卒業式の日に本を返却したところで幕となる。
各章の最初のページは、扉絵の代わりにカエルを主人公にした小さな4コマ漫画が1本ずつ描かれている。

#### 登場人物
田家 実地子（たい みちこ）
裁縫の得意な高校生。周囲からは「実ッコ」「実ッコちゃん」と呼ばれる。本に影響されてときどき難しい言葉を使う。「大久保メリヤス」に就職を決める。
留美（るみ）
「留ーちゃん」と呼ばれる小さな女の子。実地子の従姉妹で、実地子の家に預けられている。読書中の実地子に構って欲しがる。
基根夫（きねお）
実地子の弟。
名前が出てくるのは上記のみだが、他に実地子の父母、叔母（留美の母）、同級生などが登場する。

#### 制作背景
制作には3年が費やされており、100ページ超の下書きを刈り込んで70ページほどに凝縮、ネームから完成までは1年かけられている。高野は制作の動機として「「読書が大切」とか「活字離れが問題」とかそういったことを書きたかったわけではない」「（自分が）そもそも本なんか読んで、マンガなんてものを描くようになったスタートを描こうと思った」と述べており、これを最後の作品にしようと考えていたとも語っている。
作品のねらいについて、高野は次のように語っている。
「字が絵になるかもということ。字も絵のように目に入ってきたらおもしろいかも、と思ったんです。コマの中が字だらけになるので、写植はフキダシ内だけにする。そしてフキダシ内は方言。そうしてみたら、シーンと音の無いマンガになる気がした。だったらいっそ、匂いやら、湿気なども出せるかもと思った。夜具の匂い。ですから布団は最初っから最後までしつこく出しました」「絵柄を単純にしたのはスピードを上げてこまを追ってもらうためです。1ページに9コマをいれて、9コマ全部流して見たあとに、布団の匂いが頭の奥にポヤッとしたら、そのページは成功! としようと思った。だからみっこちゃんの顔がかわいくないのはしょうがないの。かわいかったらそのコマに目が留まるでしょう。そうすると読むスピードにムラが出る。9コマすべて均等に1秒ずつ見てもらうような仕組みにしたの。1ページ9コマで4ページくらい続けた後に、ここぞというコマを大きく取る。そこで一息ついてもらうって感じかな」
作品の舞台、年代はおおよそ高野の少女時代をもとにしており、高野も高校時代に実際に『チボー家の人々』を読んでいる。しかし「恥ずかしかったので」実地子の年齢は高野よりも5歳上に設定している。また高野には弟はいたが、「留ーちゃん」のような子は実際にはいなかったという。作中に描かれるジャック・チボーは、高校時代に読んでいた萩尾望都『ポーの一族』に登場する少年・キリアンがイメージされている。執筆に当たって資料探しなどはあまりしなかったが、作品を描くために農文協から出ている写真集や、今村昌平『赤い殺意』、川島雄三『暖簾』を観たとしている。また執筆時、鈴木翁二、武田京子、樹村みのりの漫画が始終頭にあったという。
制作の際、何十年も開いていなかった『チボー家の人々』と中学時代からつけている日記も参考にしたが、高野は作品が完成したのち「思い出すこともすっからかんになって」日記も本も全て捨ててしまったと語っている。

#### 批評
「黄色い本」は発表当時それほどの反響はなかったが、単行本発売を機に各誌紙でさかんに取りあげられるようになり、以後多数の評論家・研究者により議論が行なわれている。呉智英は「田辺のつる」（『絶対安全剃刀』所収）に並ぶ高野の最高傑作としており、「日本マンガの画期的作品として、長く読み継がれるだろう」と評している。斎藤環は高野の「一見無造作な」絵柄が「本作でついに、いかなるフェティッシュとも無縁な漫画、という高みに至ってしまった」と評し、50回以上読んだ上でなお「それでも読み返すごとに、作品の細部がたち現れてくることに驚かされる」と作品中の多様な仕掛けを語っている。また斎藤は漫画によって読書を追体験させる本作を、おそらく漫画史上はじめての試みであろうとし、登場人物のセリフ、内語、小説、ナレーションといった多層的な語りのポリフォニックな描かれ方に注目している。伊藤剛は作品に描かれる「没入（＝リアリティの混乱）」に注目し、キャラクターへの感情移入とは別の形で読者を「没入」に誘う本作の構造を論じている。

### Cloudy Wednesday
- イーストプレス『COMIC CUE』Vol.2（1996年）初出、10ページ

若い母親と二人の娘との家の中でのやりとりを描く作品。『COMIC CUE』の「カバー・バージョン企画」参加作品で、冬野さほの同名作品（マガジンハウス刊『ツインクル』収録）のリメイク。冬野の作品が独特のエキセントリックな演出を多用し、かなり不規則で多彩なコマ割りが行なわれているのに対し、高野の作品では舞台が1970年代に移されており、規則的で整然としたコマ割りが用いられている。

### マヨネーズ
- 文藝春秋『コミックアレ!』1996年5月臨時増刊号初出、30ページ

一種の「社内セクハラ」を描いた作品。12に分けられた短いシーンからなる。若いOLのたきちゃんは、前日、同僚のスネウチ君に「ホテルにいこうか」と誘われたことで気まずい思いをしている。スネウチ君の前で何とか普段どおりに振舞おうとし、会社を辞めてやろうかと思ったり、またぶしつけにそんなことを言い出したスネウチ君を懲らしめてやろうと思ったりする。その月、彼女はツネウチ君が紛失した書類のありかを一緒に考えてやり、何気ないふうに一緒にケンタッキーを食べたりする。同僚の一人は神戸にボランティアに行き、スネウチ君はいつの間にかたきちゃんの部屋に上がりこんでいる。そうしてたきちゃんとスネウチ君は結婚してしまったのだった。

### 二の二の六
- 『月刊アフタヌーン』2001年7月号初出、30ページ

ホームヘルパーを題材にした作品。主人公・里山まり子は、勤め先の高齢者向けサービス「すこやかヘルプセンター」から派遣され、毎週火曜日11時から2時まで、二丁目二の六にある大沢宅を訪れている。大沢家にはいつもはお婆さんが独りいるだけだったが、その日はたまたま、警備会社に勤める57歳の息子が帰ってくる。彼は前日、ファミリーレストランで女子高生を助け、40歳も年の離れた彼女とデートの約束をしていたのだった。車が使えなくなってしまい、家に女子高生を呼びつける息子。女子高生を待つ間、息子はまり子がおばあさんに高見順の本を読んでやるのを聞いている。一方家の前までやってきた女子高生は、窓から見えたまり子を彼の奥さんと勘違いし、そのまま帰ってしまう。どうやらやって来ないらしいなと思った息子は、時間が来て帰ろうとするまり子にさりげなく予定を聞いたりするが、まり子は大沢家が気に入らなくなり派遣先を変えてもらうことにしてしまう。こうして里山まり子はまた一つ縁を逃したのだった。